# Kolossen van Memnon

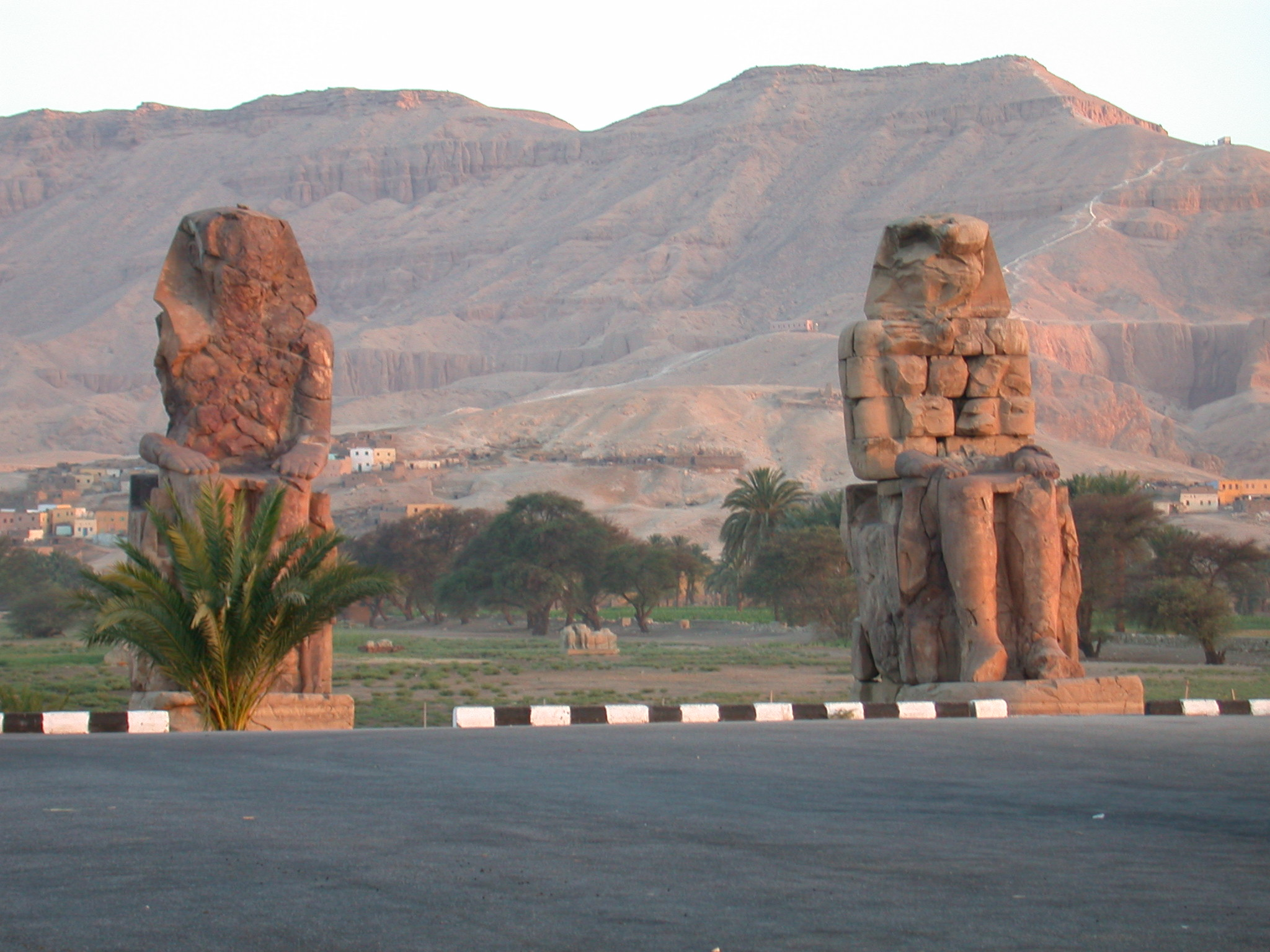
De Kolossen van Memnon. De rots in de verte, op 100 m afstand, tussen de kolossen in, bleek tijdens opgravingen (2003-2016) onder leiding van dr. Houriq Sourouzian ook een kolos van Amenhotep III. Het tempelgebied wordt een openluchtmuseum.

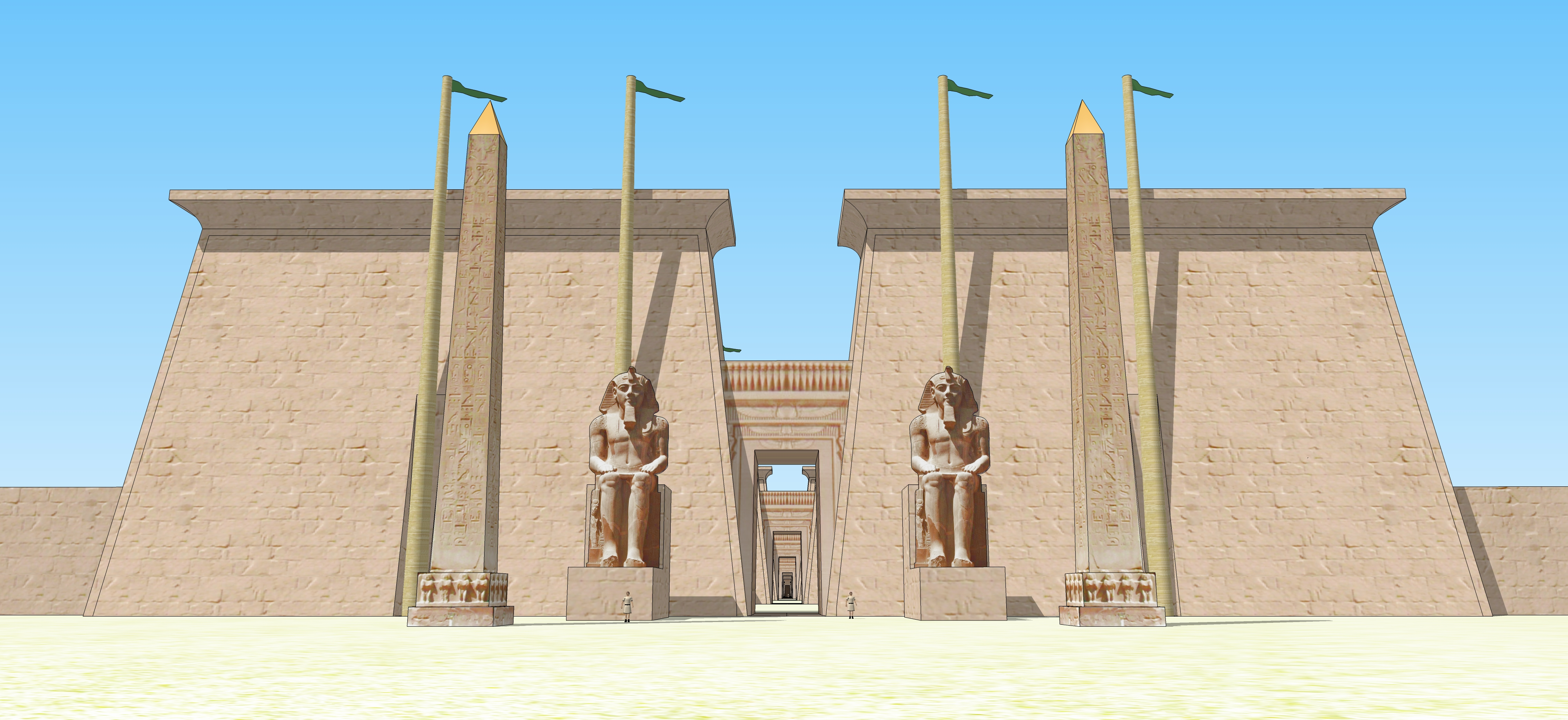
Afbeelding met een reconstructie van de kolossen voor de eerste pyloon

De Kolossen van Memnon zijn twee enorme standbeelden die overgebleven zijn van de Dodentempel van Amenhotep III op de westoever van de Nijl nabij Luxor, het voormalige Thebe. De beelden zijn gemaakt van kwartsiet, zo'n 3400 jaar geleden, dat waarschijnlijk kwam van de groeve in Gizeh. De beelden zijn zo'n 18 meter hoog. Oorspronkelijk stonden de twee standbeelden aan de poort van de tempel ter ere van farao Amenhotep III (ca. 1388-1351 v.Chr.). Deze tempel was destijds een van de grootste met zijn 35 hectare, maar stond te dicht bij de Nijl en raakte in verval.
In de oudheid werden de kolossen foutief toegewezen aan de mythische Ethiopische koning Memnon. Memnon zou in de Trojaanse Oorlog Antilochus hebben gedood, maar zelf later uit wraak door Achilles zijn gedood. Dat maakte de kolossen in die tijd al een toeristische attractie voor Grieken en Romeinen die bekend waren met de Ilias van Homerus. 
In 27 v.Chr. raakte een van de beelden ernstig beschadigd door een aardbeving. Hierna begon dat beeld bij zonsopgang een vaag, fluitend geluid te maken. Dit verschijnsel werd door vele geschiedschrijvers, zoals Strabo, Pausanias en Tacitus verhaald. Enkele reizigers meenden er een trieste zang in te herkennen, en al vlug ontstond er een kleurrijke legende rond deze 'zingende steen'. Het gegil zou van Memnon zijn, wiens moeder Eos zou hebben gesmeekt bij Zeus om Memnon onsterfelijkheid te geven. Aangezien Eos de godin van de dageraad was, past dat in het plaatje van het beeld dat begon met gillen bij zonsopgang.
Het is waarschijnlijker dat er een natuurlijke oorzaak is voor de 'fluitende steen'. Door het verschil tussen koude nacht en warme dag sprongen er iedere dag steendeeltjes los op de breukplaats. Er werd een eind aan het gegil gemaakt door keizer Septimius Severus (193-211), die de beelden liet restaureren.